# 韩友
韓友（?—?），字景先，西晉廬江舒人。擅長占卜和厭勝之術。曾在會稽人伍振那裡學習周易。韓友曾經替龍舒長鄧林的妻子、舒縣廷掾王睦、劉世則的女兒、宣城人邊洪、宣城太守殷祐占卜。韓友在元康六年（296年）被舉賢良。司馬睿來到江東後，任命其為廣武將軍，永嘉末年韓友去世。

## 延伸阅读
[在维基数据编辑]
 《晉書·卷095》，出自房玄齡《晉書》